# オキナワハマサンゴ
オキナワハマサンゴ（Porites okinawensis）は、イシサンゴ目ハマサンゴ科ハマサンゴ属に分類される造礁サンゴの一種。日本固有種。

## 分布
日本固有種で、千葉県館山市から沖縄県西表島にかけて分布。ハマサンゴ属の中では最も広域に分布している。タイプ産地は沖縄本島金武湾。

## 形態
固着性の被覆状または塊状の小型群体を形成する。

## 分類
種小名okinawensisは「沖縄の」の意で、本種が琉球諸島で初めて確認されたことに由来する。

## 保全状況
生息域が局所的であり、観賞用取引のための採取やサンゴ礁の破壊・生息環境の悪化などの影響による生息数の減少が懸念されている。2008年にIUCNレッドリストで危急種として、2017年に環境省レッドリストで絶滅危惧II類として掲載されている。
絶滅危惧II類 (VU)（環境省レッドリスト）